# VIII саммит БРИКС
VIII саммит БРИКС прошёл 15-16 октября 2016 года в индийском городе Бенаулим.

## Участники

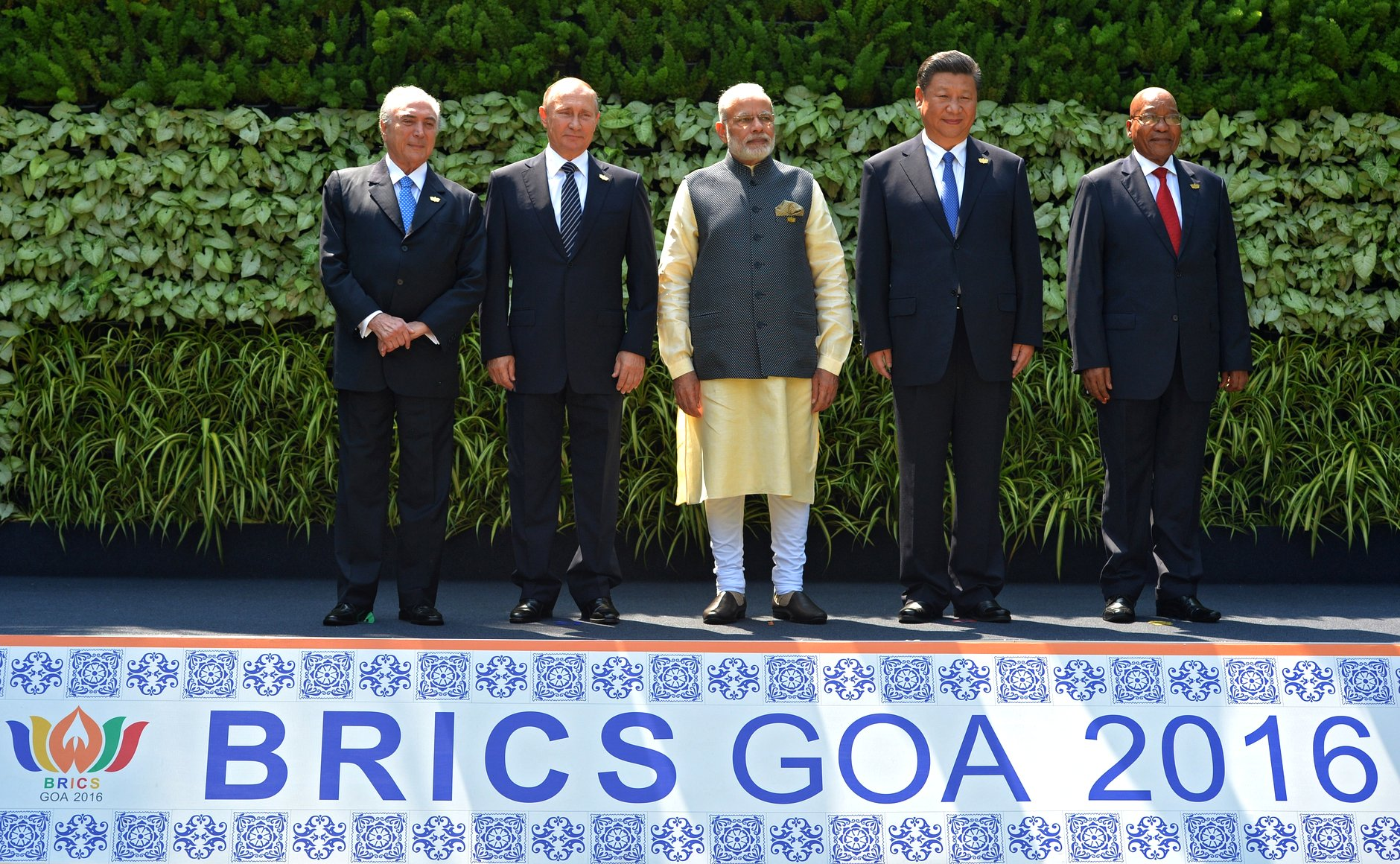
Групповое фото на саммите

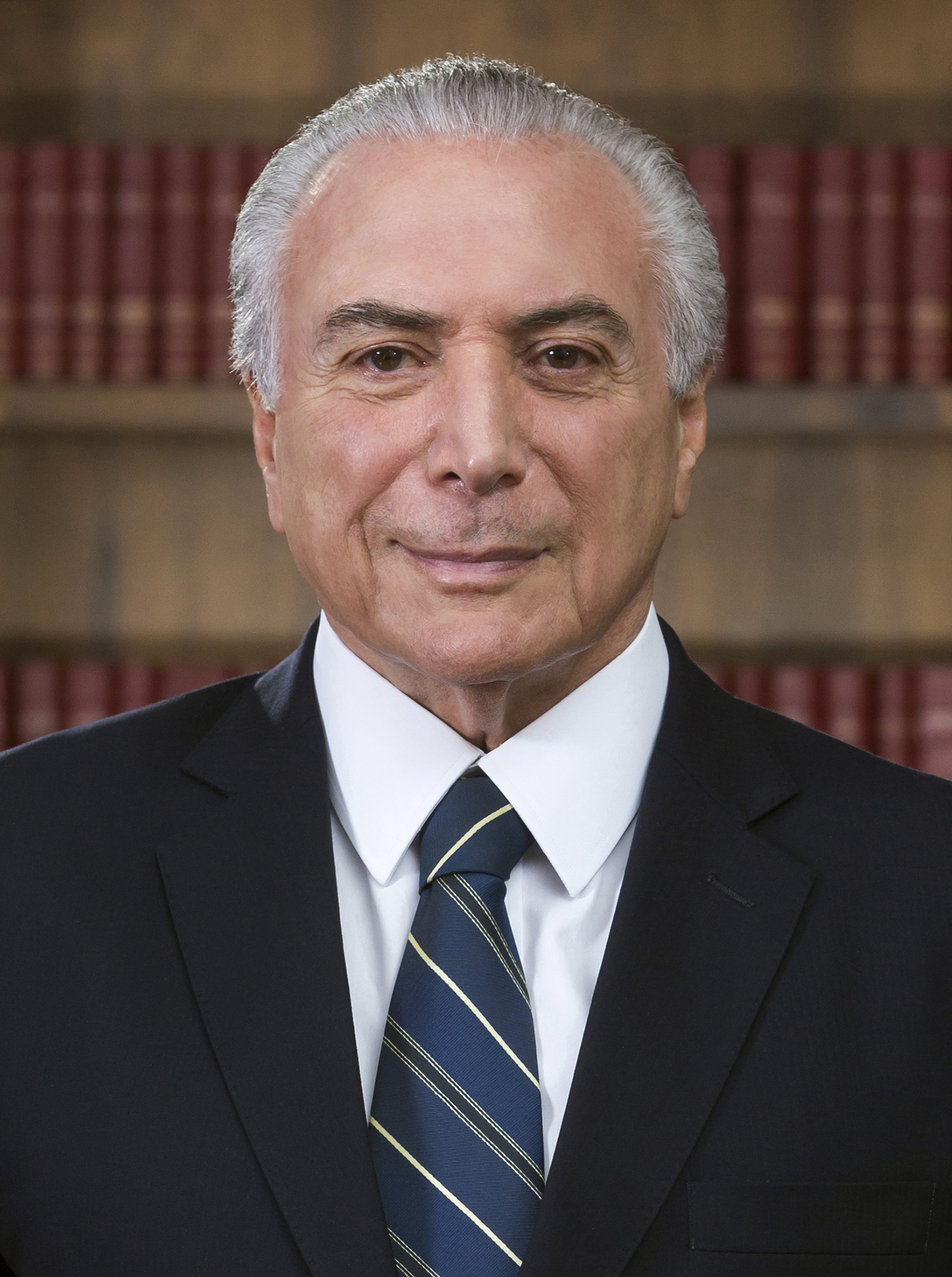
Мишел Темер, Президент
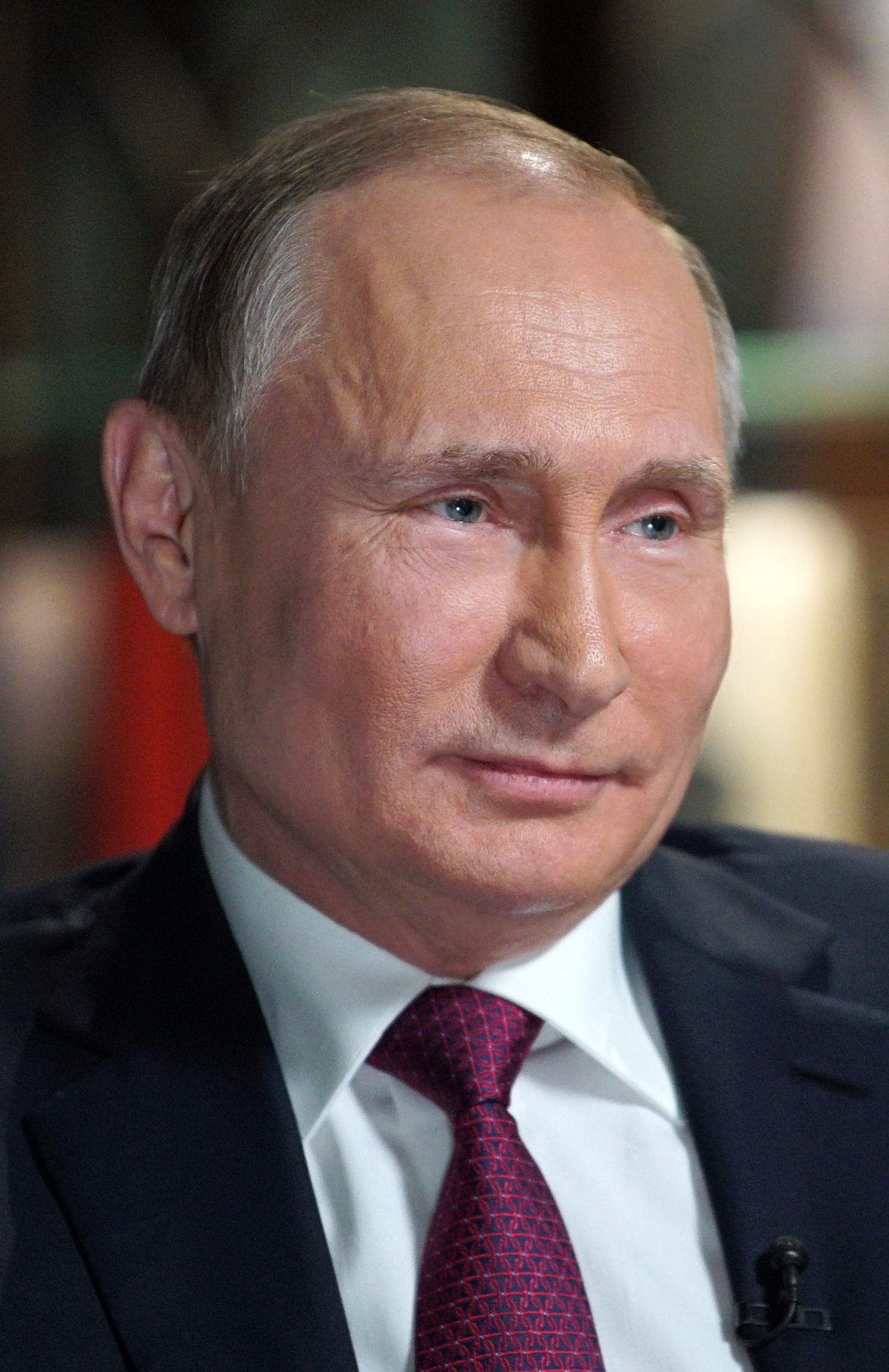
Владимир Путин, Президент
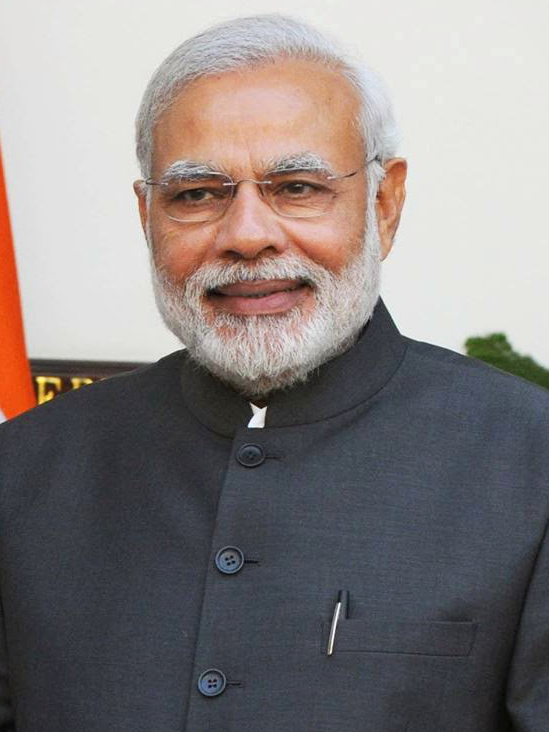
Нарендра Моди, Премьер-министр
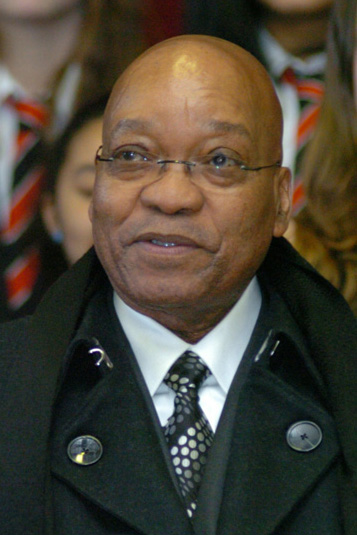
Джейкоб Зума, Президент